# 拉德福德 (伊利諾伊州)
拉德福德（英語：Radford）是位於美國伊利諾伊州克里斯蒂安縣的一個非建制地區。該地的面積和人口皆未知。

## 地理
拉德福德的座標為39°34′39″N 89°02′04″W / 39.57750°N 89.03444°W，而該地的平均海拔高度為190米（即623英尺）。